# Hung Ga
Hung Ga (洪家), vaak ook Hung Gar of Hung Kuen (洪拳) genoemd, is een traditionele Kung Fu-stijl die dateert uit de 17e/18e eeuw. Een deel van de belangrijkste technieken is vernoemd naar de volgende vijf dieren: draak, slang, tijger, kraanvogel en luipaard. Daarnaast is een deel symbolisch vernoemd naar de vijf elementen (van de Taoïstische leer): metaal/goud, hout, water, vuur en aarde.
De stijl is vernoemd naar Hung Hei-gun, die de originele Shaolin-stijl van de abt Ji Sim-leerde. In de loop der tijd is de stijl aangepast, met name door Wong Fei-hung. Wong Fei-hung voegde vele technieken toe, waardoor het Hung Ga nu zowel technieken voor de korte als lange afstand kent.
Het Hung Ga werd in Azië vooral beroemd door Lam Sai-wing. Door een leerling van Lam Sai-wing werden rond 1957 drie boekjes uitgegeven over het Hung Ga met tekeningen van Lam Sai-wing. In de jaren 1970-1980 werden vele kung fu-films gemaakt door beoefenaars van het Hung Kuen. De bekendste is Lau Kar-leung, wiens vader Lau Jaam een leerling was van Lam Sai-wing. In de films werd veelal Wong Fei-hung geportretteerd, waardoor deze erg beroemd werd en er zelfs vele legendes over hem ontstonden. Ook in de in 2004 wereldwijd verschenen kaskraker "Kung Fu Hustle" was Hung Ga te zien; hierin speelde de Hung Ga grootmeester Chiu Chi-ling een hoofdrol.
Lam Sai-wing was een van de bekendste vechters in Zuid-China en Hongkong. Al vanaf jonge leeftijd leerde hij Siulam Hung Ga van zijn vader en grootvader. Pas later leerde hij Wong Fei-hung kennen. Deze wilde hem eerst geen lesgeven, maar Lam Sai-wing hield vol en bleef voor de school van Wong Fei-hung zitten totdat deze hem accepteerde. Lam Sai-wing combineerde zijn kennis met wat hij van Wong Fei-hung leerde en breidde het Hung Ga nog eens uit. Eerst openende Lam Sai-wing een school in Kanton en later verhuisde hij naar Hongkong, waar hij ook een school opende en veel van zijn leerlingen ook. Via de leerlingen van Lam Sai-wing is het Hung Ga ook in het Westen verspreid.